# 皖西人民自卫军
皖西人民自卫军是1946年至1947年中国共产党领导的一支游击武装軍。

## 历史
1945年8月20日，华中局皖江区党委下属的沿江中心县委宣布由张伟群、姚奎甲、杨震等组成大别山工委（舒桐潜工委），领导游击队开辟游击区。
1945年10月2日，华中局致电新四军第七师和皖江区党委：“由沿江支队抽调对大别山区熟悉的3个主力连，留皖中地区活动。将来如情势严重，亦可依靠巢湖、沿江及大别山为根据地，作分散游击活动。皖南与皖中坚持部队，应配备较高党政军干部，并留一电台，能经常保持与主力部队联系”。皖江区党委和七师即决定白湖中心县委书记桂林栖留在皖中，领导皖中地区的敌后斗争；同时决定新四军七师沿江支队沿江团二营教导员钟大湖与桂林栖会合，带领皖中的留守部队七连、九连和一个手枪队开展敌后斗争。桂林栖、钟大湖两支队伍会合后，在无为县大孔家召开会议，参加会议的有沈博、朱振中等。会议决定将留下坚持斗争的部队合编为皖西大队，钟大湖任大队长，桂林栖任政委，沈博任教导员，朱振中任副大队长。皖西大队领导决定立即撤出大孔家，避敌锋芒，保存实力，先向巢湖姥山一带转移，后向庐江县藕塘村（今属白山镇）上岸西行，沿着庐、桐、舒边境前进。1945年10月中旬，皖西大队到达桐潜舒交界山区的西岭（今潜山市官庄镇西岭村后冲），同先期回大别山的张伟群、杨震游击队100余人会合。桂林栖、张伟群、钟大湖等主要领导人在潜山后冲（今潜山市官庄镇西岭村后冲）大虎叉召开了连以上干部会议，决定两支队伍合编仍然称皖西大队共400余人；决定成立皖西工委（亦称大别山地委），书记桂林栖，副书记张伟群，委员钟大湖、朱振中、沈博；明确以桐潜交界的蒋铁（桐城蒋铁乡）、后冲（今潜山市官庄镇西岭村后冲）、水贵（今潜山市官庄镇水贵村）、螺丝岭（后冲东北）一带为中心，向周围发展。部队分兵八路展开活动。其中张有道率七连两个排，到岳西、太湖一带活动，基地是鹞落坪，争取打通与新四军第五师的联系。
皖西支队实际上起到了掩护集结在宣化店准备战略突围的新四军第五师并侦察皖省桂系当局动向的作用。1946年3月23日新四军五师师长李先念致钟大湖、桂林栖的一封信：

刘建明同志到我师，略了解你们那里情况，目前时局虽已和平，国民党内部一部分反动派以何应钦、白崇西(禧)为首，企图利用反苏破坏和平，因此东北大战难免，以致华中特别我师很可能再重打内战。但无论如何，和平终究是要实现的。可是你们仍要严重提高警惕性，广西军仍是极其反动的。我们要运用和平大大扩大统一战线工作，使自己不致受到孤立。

我这里干部颇多，东北、华北需要大批干部，可是交通无着，决定从你处走一百以上之干部，他们先化装便衣，每一人带手枪一枝，到达你处后，如能集体通过，完全乘着夜间一下冲过去，若如此不稳一时，可以化整为零通过。望多加以协助，到达你区时并由你指挥通过之。

我们现急需想了解皖省敌情之部署，特别是六安、合肥、舒城、桐城、庐江、安庆、无为，究竟哪一些部队，敌之封锁设备如何，望能在短期送一情报给我们，我们要求刘建明同志再来报告一次。

闻你们财政困难，可是我大军计六万多人，限至在狭小地区，财粮无着，目前正请示中央解决之。

致以

布礼

李先念三月二十日

1946年4月，华中分局指示改皖西大队为皖西支队。当时未能实施。
1946年7月，中原突围后，张体学率新四军第五师鄂东独二旅5000余人来到省界的太湖县玉珠畈休整，在此召开紧急会议，传达贯彻中央电报指示精神，并决定派独二旅副政委熊作芳、参谋长李继开、政治部主任刘海燕率领3个连和1个警卫排与皖西支队联络。在天桥桥埠滩(太湖县天桥乡政府驻地）附近与敌军遭遇，部队被截断，电台的马达丢失，王兴发副团长率2个连退回，熊作芳、李继开率领1个连和警卫排冲了出来，后与钟大湖、张伟群部会合。
1946年10月，在华中分局汇报工作的桂林栖派张国平、杨震回皖西，将华中分局指示决定告之工委领导人张伟群、钟大湖。张伟群、钟大湖即整编部队，成立皖西支队，支队长（亦称司令）钟大湖，政委桂林栖、副政委张伟群，辖3个大队：
- 一大队（直属大队）：大队长钟大湖兼，以潜山水贵（今官庄镇水贵村）、黄柏为基点，向桐、舒、庐边发展。
- 二大队：大队长张有道，以潜山黄柏、槎水、源潭为基点，向怀、太、岳边发展
- 三大队：大队长杨震、教导员张国平。以潜山水贵（今官庄镇水贵村）、官庄为基点，向舒、霍边发展

1946年10月至1947年3月，皖西支队发展顺利，活动区域东至巢湖，西达英山，南抵长江，北到六霍。
1947年2月下旬，桂林栖回到大别山区，在桐、潜交界的螺丝岭召开工委扩大会议，传达了华中分局对皖西斗争的指示，研究了以后斗争的方针、任务，确定组织和发动群众、扩大人民武装、扩大游击活动区域，开展统一战线工作。在成立5个县（工）委的同时，整编皖西支队：
- 岳北县大队：岳北县委书记滕野翔
- 潜太县大队：队长张有道、教导员张国平。1947年3月，潜太县委成立，书记刘秀山，委员张有道、张国平，辖潜岳怀太4县，属皖西工委领导。[1]
- 舒六县大队：舒六县委书记王进臣/郭任
- 桐庐（工委）大队：工委书记余平
- 庐北（工委）大队：工委书记张家英

1947年春，桐怀潜区委成立，书记刘伟，委员刘德清等，属皖西工委领导。
1947年5月，鄂西北军区副司令员刘昌毅率领所属一、二支队由鄂西北突围来大别山区，在潜山黄泥、白崖寨、槎水畈与皖西支队会师。皖西工委决定两支部队合编，对外称皖西人民自卫军，司令员刘昌毅，政治委员桂林栖，副政委张伟群、胥治中。
第一支队：皖西支队的第二、三大队编入。支队长汪乃贵，政治委员何政光，赴巢湖地区活动；
第二支队：皖西支队的第一大队编入。支队长孔令甫，政治委员梁诚，在潜、太、岳、英、舒、霍等县游击。
1947年6月，华东局专门派出地下交通员前往大别山的皖西工委，接送刘昌毅带来的新四军五师、鄂西北军区的张力雄（中原野战军一纵三旅政委、鄂西北三分区政委）、张秀龙（原江汉军区副司令、鄂西北军区野战旅政委）、汪乃贵（五师13旅副旅长、鄂西北三分区司令员）、苏保清团长回野战军。皖西工委秘密护送下于6月6日到达霍山西南管家渡。张力雄回忆：“初到霍山，我们身无分文，是霍山人民群众给我们钱粮，我们才有条件化妆成商人。有了霍山人民群众的大力支持和帮助，才得以走出大别山，跳出敌人的包围圈和封锁线。”6月7日，霍山地下党在县城买来一套绸子衣服和步鞋等物品，张力雄乔装成洪老板，汪乃贵乔装成桂老板，上海来的交通员称为路先生，战士张劲则扮成店员。霍山两名武工队员扮成挑夫作向导，当晚沿着崎岖的山路一夜泼涉，于第二天拂晓到达桐城，后经安庆、芜湖、当涂、南京、镇江，最终到达盐城县益林镇的苏北老解放区。汪乃贵出任苏北部队改编的华野十二纵队第35旅旅长。张力雄任华野十二纵政治部副主任、二野特种兵纵队政治部主任。张秀龙仁苏北第五军分区司令员、江淮独立旅旅长、第三十四军参谋长。
1947年10月3日，中共潜怀县委成立，书记李谦恭，副书记谢潼关，先后属皖西工委和皖西一地委领导。
1947年10月31日，晋冀鲁豫野战军三纵七旅旅长赵兰田等率部在县城与刘昌毅、何德庆、胡鹏飞、刘秀山、张有道等会合。此时惋惜人民自卫军发展到3000人。始终保存了舒六桐潜边50万人口的一块干净的根据地一直坚持到渡江战役。
1947年11月9日，皖西工委、皖西支队主要负责人刘昌毅、桂林栖、张伟群、胥治中、钟大湖、胡鹏飞、何德庆、孔令甫、梁诚等参加晋冀鲁豫野战军司令部主持召开的刘家畈高干会议。会议决定：
- 成立皖西区党委、皖西军区、皖西行署。下设3个分区。
- 皖西人民自卫军与晋冀鲁豫野战军三纵、皖西军区合编，刘昌毅调任三纵副司令员。
  - 皖西人民自卫军一支队编入三纵队七旅为三十七团。何德庆、胡鹏飞分别任七旅副政委和参谋长。
  - 二支队编入皖西一分区基干团，团长蒋容英，政委方英同，副团长常示礼，参谋长贾仁义。